# Историја археологије
Археологија је проучавање људске активности у прошлости анализом материјалне културе и еколошких података које су људи оставили. Материјални остаци који се проучавају су артефакти, архитектонски објекти и екофакти.
Почетак археологије се везује за историју и људе које је интересовало изучавање прошлости, попут краљева који су хтели да величају своје државе. Херодот је био први научник који је систематски изучавао археологију. Касније је у 16. и 17. веку дошло до успона антикварства и антиквара који су били заинтересовани за прикупљање експоната. Антикварски покрет је прерастао у национализам, јер су личне збирке претворене у националне музеје. Археологија је еволуирала у много систематичнију дисциплину крајем 19. века.

## Почетак
Археологија је започета због заинтересованости људи за прошлост. Краља Набонид (556-539 пре нове ере), последњи краљ Нововавилонског царства је интересовала прошлост како би се повезао са старом славом. Он је започео покрет поновног оживљавања старих храмова. Први научник који се систематски бавио прошлошћу је био Херодот. Он је био у први западни научник који је систематски прикупљо артефакте и тестирао њихову тачност. Познат је по свом сету од 9 књига названом Историја, у ком је написао све што је могао да научи о различитим регионима. Чак је разматрао узроке и последице грчко-персијских ратова у делу. Истраживао је и Нил и Делфи, међутим, научници су открили грешке у његовом раду и верују да није крстарио јужним Нилом о ком је писао.

## Антиквари
Антиквари касније преузимају археолошко истраживање. Антиквари су студирали историју фокусирајући се на античке артефакате и рукописе, као и историјска места. Њихови напори су усмерени на то да прикупе артефакте и кзложе их у кабинете куриозитета (познате као и кабинете чудеса). Птви кораци у правцу систематизације археологије као науке су се десили током епохе Просветитељства у Европи током 17. и 18. века.
У Европи се интересовање за остатке грчко-римске цивилизације и поновно откривање класичне културе уздижу крајем средњег века. Флавио Биондо, италијански ренесансе хуманиста и историчар је написао систематски водич рушевина и топографију античког Рима почетком 15. века. Због овога се сматра једним од првих правих археолога. Путујући научник Кирнијак из Анконе је путовао по целој Грчкој пишући своје закључке о старим зградама и објектима. Кирнијак је путовао по целом Источном Медитерану бележићи своја археолошка открића у делу Коментари, које је на крају чинило 6 томова.
Антиквари, укључујући Џона Леланда и Вилијама Кемдена, су спроводили истраживања Енглеских провинција, цртајуће, бележићи и описивајући споменике које су видели. Ови људи су често били свештеници — многи викари су бележили споменике попут менхира у својим парохијама.

### Прелазак на национализам
Током 18. и 19. века, археологија је постала национални подухват, јер су лични кабинети куриозитета постајали први национални музеји. Људи су се сада плаћали да иду и сакупљају артефакте који ће се излагати у њима. Ђовани Батиста Белцони је један од ових сакупљача. Њега је унајмио Хенри Салт, британски конзул у Египту, да скупи египатске артефакте који ће се излагати у Енглеској.

### Прва ископавања
Један од првих локалитета које су археолози ископавали је Стоунхенџ, али су се ископавали и други слични мегалити у Енглеској. Прво познато ископавања Стоунхенџа су спровели Вилијам Харви и Гилберт Норт почетком 17. века. Иниго Џонс и војвода Бакингама су такође ископавали локалитет након Харвија. Џон Обри је био пионир археологије који је забележио бројне мегалите и друге споменике на југу Енглеске, попут Ејвберија. Обри је покушао да забележи хронолошки стил еволуције писма, средњевековне архитектуре, костима и облика штитова.
Вилијам Стукли је још један антиквар који је допринео настанку научне археологије почетком 18. века. Радио је на Ејвберију и Стоунхенџу и један је од првих научника који је покушао да их датира, тврдећи да су остаци пре-Римске друидске религије.
На југу Европе ископавања су се спороводила у древним градовима Помпеје и Херкуланеума, који су били прекривени пепелом због ерупције Везува 79. године нове ере. Ископавања Херкуланема су започета 1738. година, а Помпеје 1748. године, под покровитељством краља Двеју сицилија, Карлоса III од Шпаније.
Јохан Јоахим Винкелман је значајно утицао на истраживање прошлости преко материјалне културе. Винкелман се може сматрати зачетником научне археологије, јер је први применио емпиријске категорије стилова на већој и систематичнијој основи класичне (Грчке и Римске) историје уметности и архитектуре. Његов оригинални приступ се заснивао на детаљним емпиријским истраживањима артефаката.
У Америци је Томас Џеферсон, кога је можда инспирисало искуство у Европи, спровео прва систематска ископавања тумула америчких индијанаца на свом имању у Вирџинији 1784. године. Иако су Џеферсонове методе истраживања биле напредне за своје време, данас су прилично застареле.
Наполеонова војска је вршила ископавања током његове Египатског експедиције 1798-1801. Ово су била и прва прекоморска археолошка ископавања. Наполеон је са собом повео научнике, стручњаке у различитим областима као што су биологија, хемија и лингвистика, како би се спроводила истрага древне цивилизације. Рад Жана Франсоа Шамполиона, који је помоћу Камена из Розете дешифровао египатске хијероглифе, је био кључ за настанак египтологије.
Међутим, до развоја савремених метода откопавања, ископавања су вршила доста штете, јер се није обраћала пажља на стратификацију и контекст. На пример, Томас Брус, 7. гроф Елгина је 1803. године скинуо Фидијев фриз са Партенона у Атини и донео га је у Британију. Скулптуре су се цениле само због својих естетских квалитета, а не садржаја информација о античкој грчкој цивилизацији.
Током прве половине 19. века су вршене многе археолошке експедиције: Ђовани Батиста Белцони је сакупљао египатске артефакте за Британски музеј, Пол Емил Бота је ископавао палату Асирског владара Саргона II, Остен Хенри Лајард је открио остатке Вавилона, Нимруда и Асурбанипалову библиотеку, а Роберт Колдевај и Карл Ричард Лепсиус су ископавали по Блиском истоку. Међутим, методологија ових ископавања је и даље била јако мало развијенија и ископавало се због прикупљања артефакта и откривања споменика, а не због прикупљања података.

## Развој методологије археологије
Једно од главних достигнућа археологије 19. века је увођење стратиграфије. Стратиграфија је почела као геолошка дисциплина коју су користили геолози и палеонтолози попут Чарлса Лејела, Вилијама Смита и Џејмса Хатон, али су археолози увидели да је и они могу користити. Она представља идеју да различитии слојеви који се настављају један за другим се могу пратити уназад у прошлост. У археологији се први пут користи током ископавања праисторијских и бронзано добских локалитета. За њено увођење су највише одговорни Буше де Перт и Кристијан Томсен, који су кренули да стављају артефакте које проналазе у хронолошки редослед.
Други важан догађај је била промена библијске хронологије. Пре тога, људи су веровали да је Земља млада. Џејмс Ашер је користио Стари завет како би поређао све догађаје и људе који се помињу у њему и тиме израчунао да је свет настао у недељу 23. октобра 4004. године пре нове ере. Буше де Перт (1788-1868) је ово оспорио у свом делу Antiquités celtiques et antédiluviennes (1847), јер је изнео доказе да су неки артефакти много старији од наводне старости Земље.

### Професионализација
Још средином 19. века се на археологију и даље гледало као на аматерски подухват од стране научника. Британска империја је омогућила бројним таквим "аматерима" да откривају и студирају антиквитете других култура. Главна фигура у развоју археологије у строгу науку је био официр и етнолог, Огастус Пит Риверс.
Он је 1880. године започео ископавања на земљишту које је наследио и које је садржало велики број археолошког материјала из римског и саксонског периода. Ископавао је на свом поседу током седамнаест година почев од средине 1880-их и све до своје смрти 1900. године. Његов приступ је био веома методичан по стандардима тог времена и он сматра се првим научним археологом. Под утицајем радова Чарлса Дарвина и Херберта Спенсера је типолошки и хронолошки систематизовао артефакте. Овај стил организовања артефаката еволуционим трендовима је била револуционарна иновација у дизајнима музеја и има велики значај за прецизно датирање објеката. Његова најважнија методолошка иновација је његово инсистирање да се сви артефакти, а не само лепи и јединствени, прикупљају и каталогирају. Овај фокус на ствари из свакодневног живота као кључа за разумевање прошлости је оно што је одвојило археологију као науку од лова на благо.
Вилијам Флиндерс Питри је  још један научник који се с правом може назвати оцем археологије. Питри је водио прво научно истраживање Велике пирамиде у Египту 1880. године. Изнете су многе теорије о томе како су пирамиде изграђене од стране бројних научника, попут Чарлса Пиаца Смита, али их је Питриова анализа архитектуре Гизе оспорила. Његов рад и данас пружа основу за даља истраживања пирамида.
Његов мукотрпано бележење и истраживање артефаката у Египту и Палестини је узрок многих идеја које су основе модерне археологије. Питри је развио систем датирање слојева на основу керамике и керамичких налаза у њима, који је направио револуцију у хронолошкој основи египтологије. Он је и подучавао нову генерацију египтолога у коју спада и Хауард Картер који је открио гробницу фараона Тутанкамона из 14. века пре нове ере.
Прва стратиграфска ископавања која су постигла широку популарност код публике су ископавања Хисарлика 1870-их, на месту древне Троје, која су изводили многи археолози укључујући и Хајнриха Шлимана.
У међувремену, Артур Еванс је на Криту открио модерну цивилизацију коју је назвао минојска док је ископавао Кносос. Многи налази са овог локалитета су евидентирани и однесени у Ашмолеан музеј у Оксфорду у ком је радио Еванс, где су их студирали класични научници у покушају да реконструишу насеље.

## Модерна методологија
Следећи велики пионир у археологији је био Мортимер Вилер, чији је високо дисциплинован приступ радовима и систематском прегледу 1920-их и 1930-их година унапредио археолошка ископавања. Вилер је развио ископавање локалитета по квадратној мрежи, који је усавршио његов студент Кетлин Кенјон. Њихов метод ископавања се састоји од постављања квадратне мреже преко локалитета и ископавања по тим квадратим сондама остављајући мало земље између. Погодности Вилер-Кенјон метода ископавања су то што он омогућава да се прати стратиграфија приликом ископавања и што су ископавања прегледна.
Археологија је све више постајала професионална активност у првој половини 20. века. Иако је највећи део ископавања чинила радна снага волонтера, по правилу је професионалац морао да руководи. Сада је постало могуће да се студира археологија као предмет на универзитетима, па чак и у школама. До краја 20. века су скоро сви професионални археолози, барем у развијеним земљама, дипломирали археологију.

### Нове технологије
Несумњиво највећа технолошка иновација у археологији 20. века је увођење радиокарбонског датирања заснованог на теорији Виларда Либија из 1949. године. Без обзира на бројне недостатке методе (у поређењу са каснијим методама она није била најтачнија; може да се користи само на органској материји; може се користити само на налазима из протеклих 10.000 година), техника је произвела праву револуцију у археологији. Постало је могуће да се по први пут одреди довољно тачан датум настанка екофакта или артефакта попут костију. Метода је у неким случајевима довела до потпуног преиспитавања старих налаза.
У археологији се временом појавио низ других научних достигнућа. За теренски рад археолога је најзначајније увођење геофизиких истраживања у археологију. Ова истраживања укључују низ метода даљинска детекције, као што су аероснимање и сателитско снимање. Археолози користе и Лидар у својим истраживањима. Археолози користе даљинску детекцију да открију шта се налази под земљом. Магнетометар и георадар се често користе за детектовање објеката под земљом пре ископавања. Примена физичких наука у археологији се назива археометријом.
Археолози користе и географски информациони систем (ГИС), систем дизајниран за прикупљање, складиштење, обраду, анализу, управљање и визуелизацију свих врста геопросторних података.
Откриће мумије Еци 1991. године је довело до настанка нове гране археологије. Уз помоћ анализе ДНК научници су могли да утврде да Эци не припада ни једној познатој људској популацији. У наредним годинама је генетика помогла да се изучава миграција човека током праисторије.